# سد عقدي

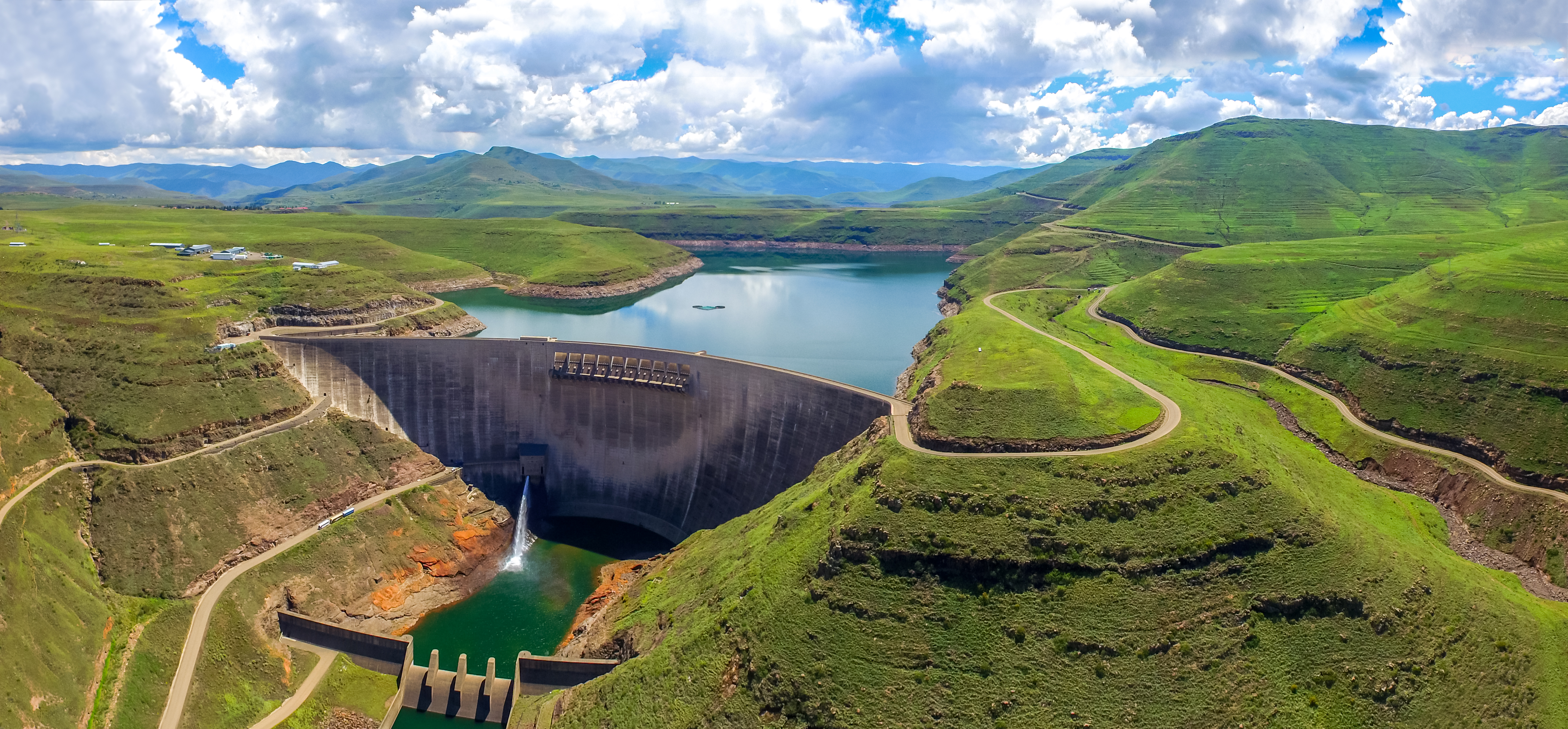
سد كاتسي، سد خرساني يبلغ ارتفاعه 185 مترًا في ليسوتو.

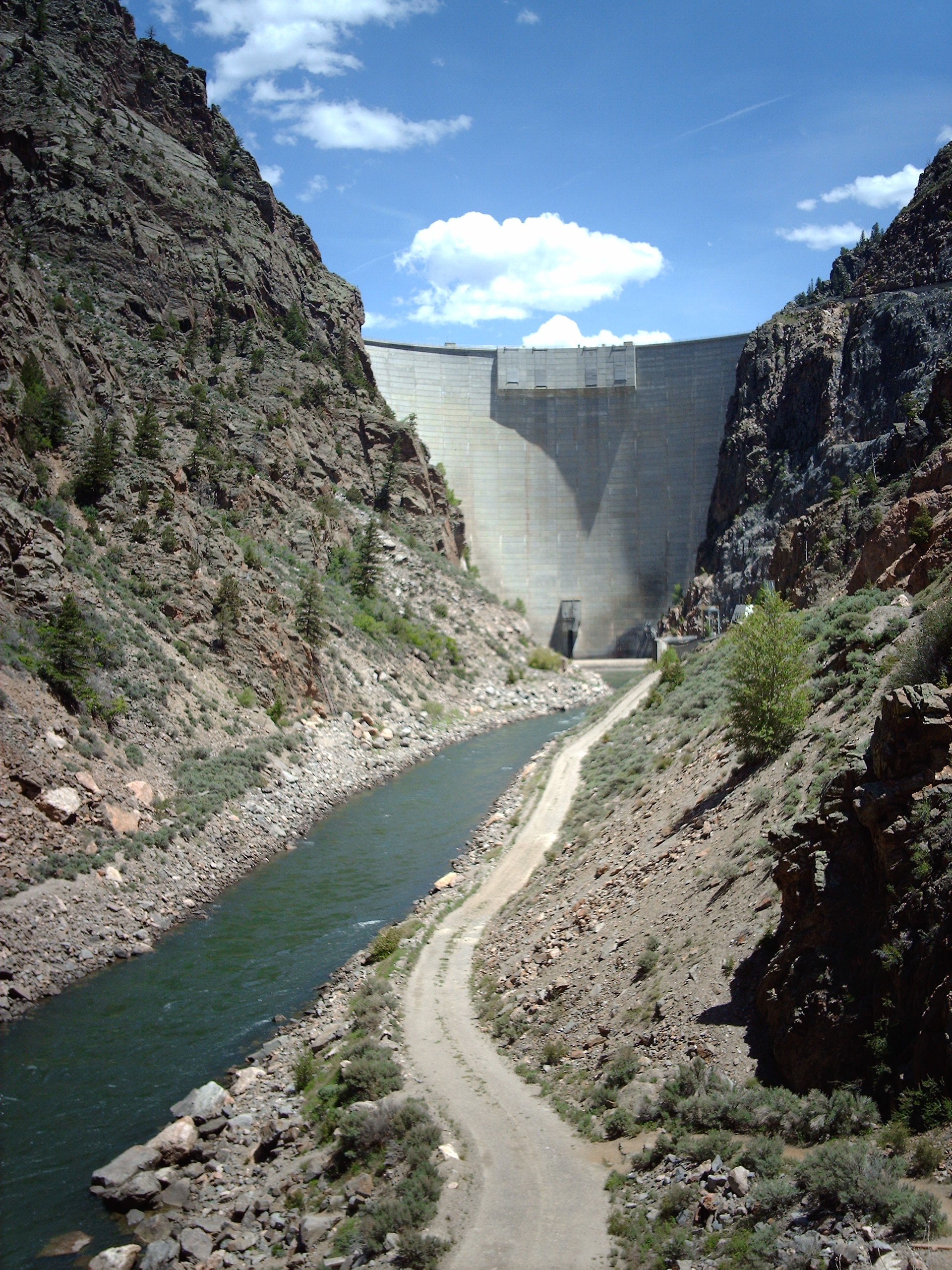
سد مورو بوينت هو سد مقوس ذو انحناء مزدوج.

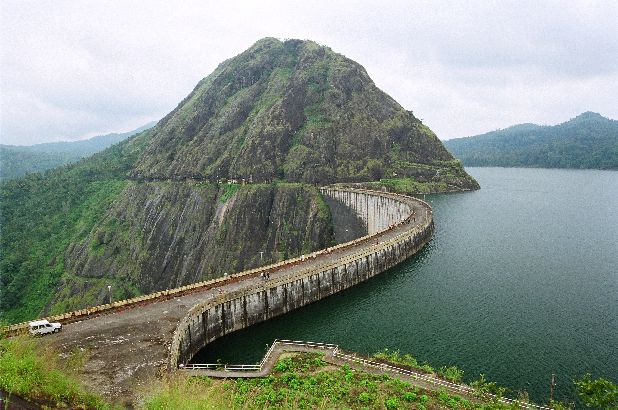
سد إيدوكي في ولاية كيرلا بالهند هو سد مقوس مزدوج الانحناء.

السَدٌّ العقديّ أو سد القوس أو السد المقوس هو سد خرساني منحني في أتجاه المنبع. صمم بحيث تضغط قوة الماء ضده، والمعروف باسم الضغط الهيدروستاتيكي، الذي يتسبب في استقامة القوس قليلاً وتقوية الهيكل أثناء دفعه إلى أساسه أو دعاماته، يعتبر السد العقدي أكثر ملاءمة للأودية الضيقة أو الوديان ذات الجدران شديدة الانحدار من الصخور المستقرة لدعم الهيكل والضغوط. وبما أنه أرق من أي نوع آخر من السدود، فإنه يتطلب مواد بناء أقل بكثير، مما يجعله اقتصادياً وعملياً في المناطق النائية.

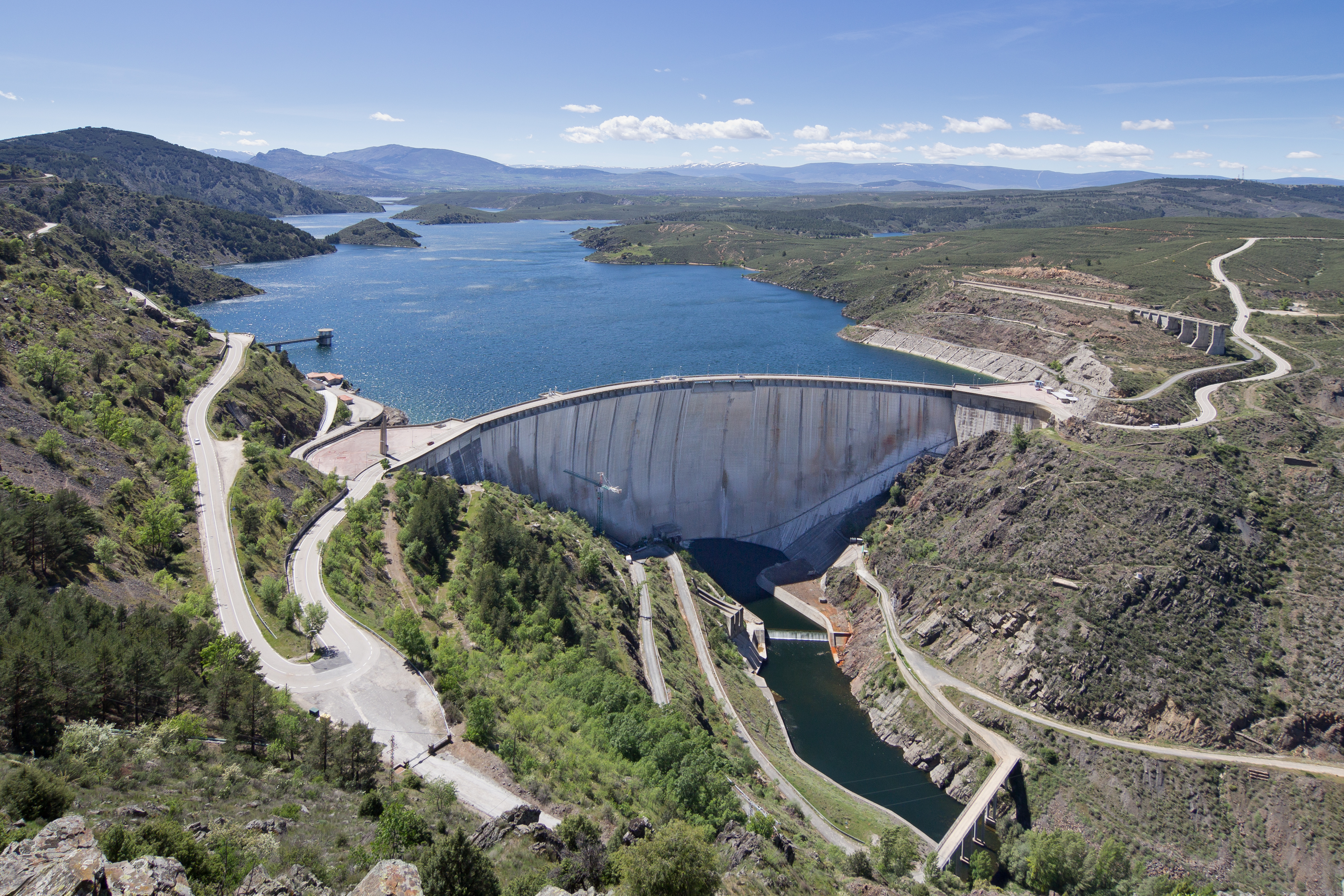
سد الأتازار بالقرب من مدريد